# Indigofera incompta
Indigofera incompta là một loài thực vật có hoa trong họ Đậu. Loài này được McVaugh miêu tả khoa học đầu tiên.